# Personer i Sverige födda i Grekland
Till personer i Sverige födda i Grekland räknas personer som är folkbokförda i Sverige och som har sitt ursprung i Grekland. Enligt Statistiska centralbyrån fanns det 2017 i Sverige sammanlagt cirka 18 100 personer födda i Grekland. 2019 bodde det i Sverige sammanlagt 34 354 personer som antingen själva var födda i Grekland eller hade minst en förälder som var det. 

## Historik
En första större invandringsvåg från Grekland till Sverige skedde under 1960-talet, inte minst på grund av stark efterfrågan på arbetskraft från svensk industri. Det första företaget att skicka efter greker var Scania i Södertälje, som anställde 30 greker. 1964 fick alla greker (oberoende av politisk lojalitet) rätt att få ett pass för utrikes resa. Detta gjorde också att många greker sökte sitt till Sverige för att arbeta. 1967 i samband med överstarnas militärkupp i Grekland kom även en ström av politiska flyktingar till Sverige. År 1970 utgjordes personer i Sverige födda i Grekland av mångdubbelt fler män än kvinnor i de yrkesverksamma åldersklasserna.
Det finns många grekiska föreningar i Sverige, bland annat Grekiskt Kulturcentrum, Grekiska Föreningen och Nätverket För Grekland.
I samband med den ekonomiska krisen i Grekland från 2010, ökade åter invandringen av arbetssökande från Grekland till Sverige, på grund av ökande arbetslöshet i Grekland, även bland högutbildade såsom läkare och ingenjörer.

## Historisk utveckling

### Födda i Grekland
| Personer i Sverige födda i Grekland 1900–2024 | Personer i Sverige födda i Grekland 1900–2024 | Personer i Sverige födda i Grekland 1900–2024 | Personer i Sverige födda i Grekland 1900–2024 | Personer i Sverige födda i Grekland 1900–2024 |
| --- | --------------------------------------------- | --------------------------------------------- | --------------------------------------------- | --------------------------------------------- |
| |                                               |                                               |                                               |                                               |
| År |                                               |                                               | Folkmängd                                     |                                               |
| 1900 | 1900                                          |                                               | 5                                             |                                               |
| 1930 | 1930                                          |                                               | 22                                            |                                               |
| 1950 | 1950                                          |                                               | 92                                            |                                               |
| 1960 | 1960                                          |                                               | 266                                           |                                               |
| 1970 | 1970                                          |                                               | 11 835                                        |                                               |
| 1980 | 1980                                          |                                               | 15 153                                        |                                               |
| 1990 | 1990                                          |                                               | 13 171                                        |                                               |
| 2000 | 2000                                          |                                               | 10 851                                        |                                               |
| 2001 | 2001                                          |                                               | 10 880                                        |                                               |
| 2002 | 2002                                          |                                               | 10 911                                        |                                               |
| 2003 | 2003                                          |                                               | 10 853                                        |                                               |
| 2004 | 2004                                          |                                               | 10 794                                        |                                               |
| 2005 | 2005                                          |                                               | 10 749                                        |                                               |
| 2006 | 2006                                          |                                               | 10 760                                        |                                               |
| 2007 | 2007                                          |                                               | 10 833                                        |                                               |
| 2008 | 2008                                          |                                               | 11 043                                        |                                               |
| 2009 | 2009                                          |                                               | 11 217                                        |                                               |
| 2010 | 2010                                          |                                               | 11 381                                        |                                               |
| 2011 | 2011                                          |                                               | 12 062                                        |                                               |
| 2012 | 2012                                          |                                               | 13 205                                        |                                               |
| 2013 | 2013                                          |                                               | 14 313                                        |                                               |
| 2014 | 2014                                          |                                               | 15 176                                        |                                               |
| 2015 | 2015                                          |                                               | 16 025                                        |                                               |
| 2016 | 2016                                          |                                               | 17 060                                        |                                               |
| 2017 | 2017                                          |                                               | 18 142                                        |                                               |
| 2018 | 2018                                          |                                               | 18 917                                        |                                               |
| 2019 | 2019                                          |                                               | 19 547                                        |                                               |
| 2020 | 2020                                          |                                               | 19 737                                        |                                               |
| 2021 | 2021                                          |                                               | 19 931                                        |                                               |
| 2022 | 2022                                          |                                               | 20 672                                        |                                               |
| 2023 | 2023                                          |                                               | 21 237                                        |                                               |
| 2024 | 2024                                          |                                               | 21 520                                        |                                               |
| Anm.: Befolkning den 31 december respektive år förutom åren 1960 och 1970 som avser förhållandet den 1 november och år 1980 som avser förhållandet den 15 september. |                                               |                                               |                                               |                                               |